# 千年魔咒
《千年魔咒》是一部1998年的美國恐怖電影，根據伯蘭·史杜克的小說《七星寶石》改編。

## 外部連結
- 互联网电影数据库（IMDb）上《千年魔咒》的资料（英文）
- AllMovie上《千年魔咒》的资料（英文）
- 爛番茄上《千年魔咒》的資料（英文）
- 豆瓣电影上《千年魔咒》的資料 （简体中文）